# Petrecerea călătorilor în timp a lui Hawking

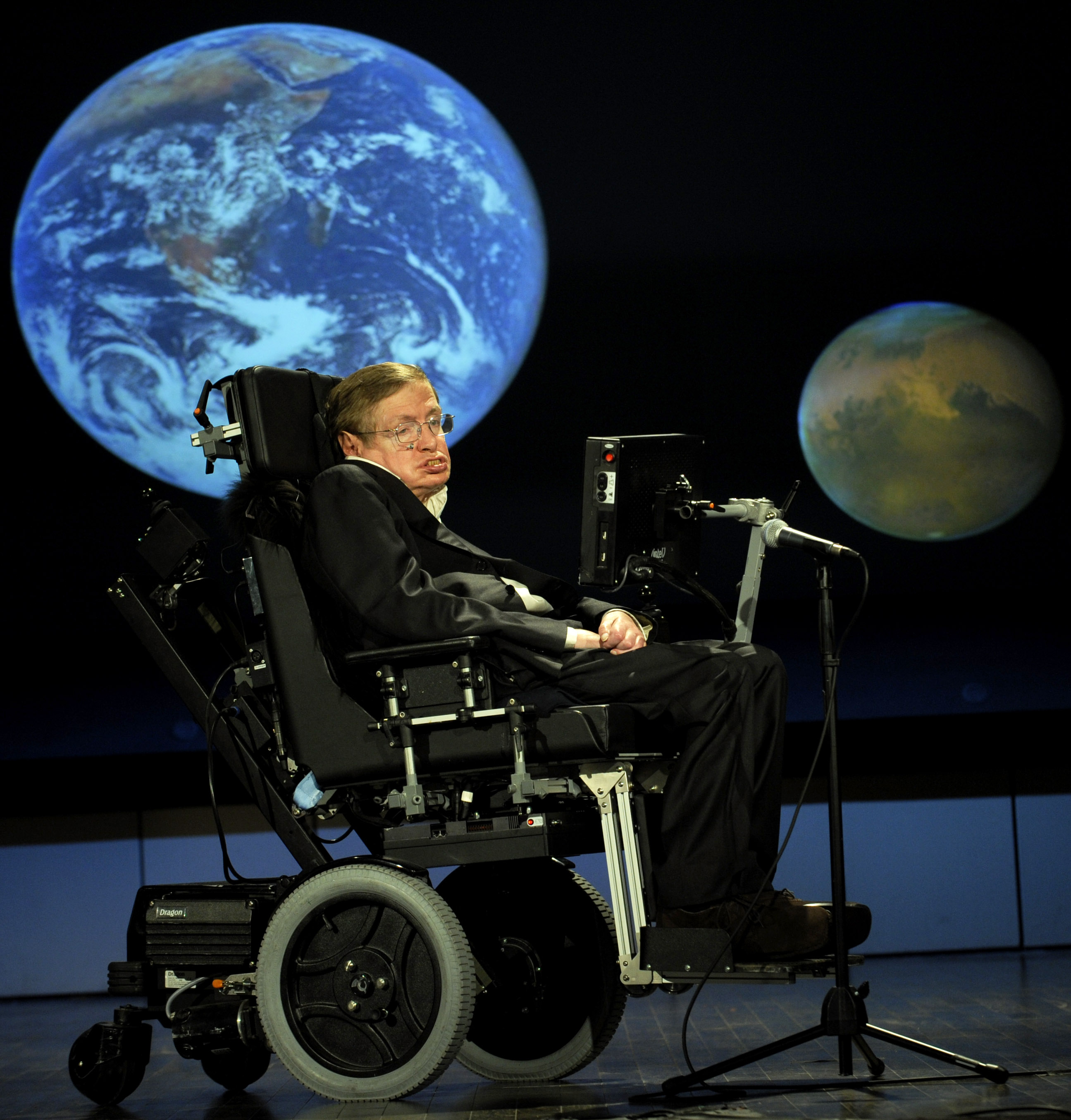
Stephen Hawking în 2008

Pe 28 iunie 2009, astrofizicianul britanic Stephen Hawking a organizat o petrecere pentru călătorii în timp la Universitatea din Cambridge. Fizicianul a pregătit baloane, șampanie și gustări pentru invitații săi, dar nu a trimis invitațiile decât a doua zi, după ce petrecerea s-a încheiat.
Petrecerea a avut loc la Colegiul Gonville și Caius de pe Trinity Street (52° 12' 21" N, 0° 7' 4.7" E) la ora 12:00 UT pe 28 iunie 2009. Pregătindu-se pentru eveniment, Hawking a declarat că spera ca copiile invitației să supraviețuiască mii de ani și că „într-o zi, cineva care trăiește în viitor va găsi informația și va folosi o mașină a timpului cu gaură de vierme pentru a se întoarce la petrecerea mea, demonstrând că într-o zi călătoria în timp va fi posibilă”.
Hawking a așteptat în cameră câteva ore înainte de a pleca și nu a sosit niciun vizitator. El a considerat evenimentul drept „o dovadă experimentală că nu este posibilă călătoria în timp”.

## Video
- Stephen Hawking - Petrecerea călătorilor în timp pe YouTube

52°12′21″N 0°7′4.7″E / 52.20583°N 0.117972°E